# Zora nemoralis
Espèce
Synonymes
- Hecaerge nemoralis Blackwall, 1861

Zora nemoralis est une espèce d'araignées aranéomorphes de la famille des Miturgidae.

## Distribution
Cette espèce se rencontre en zone paléarctique.

## Description
Les mâles mesurent de 3 à 4 mm et les femelles de 3,5 à 5,9 mm.

## Publication originale
- Blackwall, 1861 : Descriptions of several recently discovered spiders. Annals and Magazine of Natural History, sér. 3, vol. 8, p. 441-446 (texte intégral).